# Xã Salem, Quận Pulaski, Indiana
Xã Salem (tiếng Anh: Salem Township) là một xã thuộc quận Pulaski, tiểu bang Indiana, Hoa Kỳ. Năm 2010, dân số của xã này là 1.399 người.